# 前野時綱
前野 時綱（まえの ときつな）は、鎌倉時代末期頃の武士・土豪である。通称・右馬三郎兵衛。前野家四代目当主。

## 前野時綱
建永2年（1207年）、前野家当主で滝口武者の滝口宗安の嫡男として生まれる。前野三郎兵衛尉時綱を名乗った。
父が平忠盛・平忠度親子の家臣であり、源氏との戦いに負けたため、大和国生駒山中に隠れて生活していた。承久の乱の際には、院宣を受けて河内判官代（藤原秀康か）の旗下に参ずるべく、父宗安とともに城南寺へ駆けつけた。尾張川の合戦では父宗安や中島宣長とともに洲俣川を守ったが、武田信光らの軍との戦いに敗れたために再び大和国へ敗走した。
承久3年（1221年）の春、生駒氏の協力のもと当時の六波羅探題に願い出て許され、尾張国丹羽郡前野村に戻る。前野村に戻ってからは、文永5年（1268年）8月25日に菅原天満宮（現前野天満社）を勧請し尾張大介職となった中島宣長の家臣となる。宣長の元では、軍馬を育成する馬寮下司（馬を扱う役人）となり、馬術などの武門の基礎がよくできていたといわれている。また、同年9月に前野村八屋敷の東の一角に金光山蓮華寺を建立し、先祖の菩提寺とした。
文永11年（1274年）8月10日、享年68で死去する。

## 前野氏
前野氏は、桓武天皇の子の良岑安世を始祖とする良岑氏の系統で、良岑高成（立木田高成）の子である良岑（前野）高長が尾張国丹羽郡前野村（現在の愛知県江南市前野町〜大口町辺り）に移り住んで前野を自称し、その曽孫であるこの前野時綱が前野を自称したのが始まりとされている。
時綱は馬寮下司だったことが明らかになっているが、時綱と同じく一族には右馬を名乗る者が多くいたため、代々馬寮役人の家系であったともいわれる。

## 子孫
前野家文書『武功夜話』の記述よると時綱は、後の関白豊臣秀次付筆頭家老前野将右衛門長康（坪内光景）や、関ヶ原の戦いで石田三成隊先鋒として戦った前野兵庫助忠康（舞兵庫）の先祖でもある。また、『水戸黄門』に登場する介さんのモデルとなった佐々宗淳や、漫画「るろうに剣心」にも登場する新撰組の前野五郎も時綱の子孫である。